# Paola (Itália)
Paola ou, na sua forma portuguesa, Paula é uma comuna italiana da região da Calábria, província de Cosenza, com cerca de 17.049 habitantes. Estende-se por uma área de 42 km², tendo uma densidade populacional de 406 hab/km². Faz fronteira com Fuscaldo, Montalto Uffugo, San Fili, San Lucido.
Também local de nascimento de São Francisco de Paula e deste advém o sobrenome religioso português, dado a filhos de devotos do santo.

## Demografia
| Variação demográfica do município entre 1861 e 2011                               |
|                                                                                   |
| Fonte: Istituto Nazionale di Statistica (ISTAT) - Elaboração gráfica da Wikipedia |